# Luigi Nuvoloni
Luigi Nuvoloni (Orvieto, 30 gennaio 1884 – Roma, 3 febbraio 1957) è stato un generale italiano.

## Biografia
Tenente del 4º reggimento alpino, fu decorato con tre Medaglie di Bronzo al Valor Militare nella Guerra italo-turca di cui due nel Combattimento del Bu Msafer e come maggiore della 56ª Divisione fanteria "Casale" una Croce di guerra al valor militare
nella Grande guerra Nel giugno 1926 fu insignito del titolo di Cavaliere dell'Ordine Militare di Savoia.
Il 1º gennaio 1936 fu promosso Generale di brigata.
Dal 26 maggio 1936 al 14 agosto 1937 comandò 1ª Divisione alpina "Taurinense"
Durante la guerra di Spagna comandò la 3ª Divisione CC.NN. "Penne Nere" durante la battaglia di Guadalajara. La sconfitta subita da Corpo Truppe Volontarie italiano comandato da Mario Roatta comportò la sostituzione dei tre generali al comando delle tre divisioni CCNN tra cui Nuvoloni.
Il 27 ottobre 1938 fu promosso generale di divisione.
Nel 1939 assunse il comando della 102ª Divisione motorizzata "Trento" con cui si spostò in Libia per la Campagna del Nordafrica, finché il 26 agosto 1941 lasciò il comando al generale Giuseppe De Stefanis per assumere il comando del X Corpo d'armata.
Il 1º luglio 1943 raggiunse la pensione.